# Danderyds skeppslags tingslag
Danderyds skeppslags tingslag var ett tingslag i Stockholms län och i Södra Roslags domsaga. 
Tingslaget bildades 1680 och upphörde 1 januari 1907 då den uppgick i Södra Roslags domsagas tingslag.

## Ingående områden
Tingslaget omfattade Danderyds skeppslag.